# Phthiracarus anonymus
Phthiracarus anonymus är en kvalsterart som beskrevs av Grandjean 1933. Phthiracarus anonymus ingår i släktet Phthiracarus och familjen Phthiracaridae. Inga underarter finns listade i Catalogue of Life.